# When You’re Looking Like That
When You're Looking Like That – szósty i ostatni singel irlandzkiego zespołu Westlife, pochodzący z drugiego studyjnego albumu pt. Coast to Coast. Utwór został wydany w Azji, Australii, Ameryce Południowej oraz kilku krajach europejskich, jednak mimo znaczącej popularności oraz emisji teledysku w stacjach muzycznych nie został wydany w Wielkiej Brytanii i Irlandii.

## Track lista
1. When You're Looking Like That (Single Remix) - 3:52
2. Con Lo Bien Que Te Ves (Single Remix) - 3:52
3. Don't Get Me Wrong - 3:43
4. I'll Be There - 3:54
5. When You're Looking Like That (Video) - 4:00

## Listy przebojów
| Lista                           | Najwyższa pozycja |
| ------------------------------- | ----------------- |
| Australia Singles Chart         | 19                |
| Belgia (Flandria) Singles Chart | 19                |
| Dania Singles Chart             | 6                 |
| German Singles Chart            | 24                |
| Holandia Singles Chart          | 23                |
| Nowa Zelandia Singles Chart     | 30                |
| Romanian Singles Chart          | 43                |
| Swedish Singles Chart           | 9                 |
| Szwajcaria Singles Chart        | 47                |
| UK Singles Chart                | 188               |